# Anna Sofie Bülow
Anna Sofie Bülow, född 1745, död 1787, var en dansk hovdam. Hon uppmärksammades för sin skönhet och charm och var vid sidan av Christine Sophie von Gähler och Amalie Sofie Holstein känd som en av det danska hovets tre gracer.
Hon var dotter till greve Christian Conrad Danneskiold-Laurvig och Dorte Sofie von Holstein, och gifte sig 1763 med baron Frederik Ludvig Ernst Bülow. Hennes far ställde 1765 till skandal med sin kidnappning av Mette Marie Rose och förvisades till Norge, men återkom till Danmark efter tronskiftet följande år och utnämndes till amiral: orsaken ska ha varit att kungens gunstling Joakim Ulrik von Sperling var förälskad i Anna Sofie Bülow. 
Bülow deltog aktivt i hovlivet, där hon blev en ledande gestalt i nöjeslivet, och där maken 1768 blev generaladjutant. Hon omtalades för sin skönhet och kärleksliv: vid denna tid kunde kvinnor vid danska hovet öppet ha offentliga älskare, så kallade amants déclarés, och hon hade förhållanden med först konferensrådet Konrad Aleksander Fabritius, sedan stallmästare Frederik Karl von Warnstedt och, sedan denne lämnat henne för Johanne Marie Malleville, med kammarjunkaren Hans Heinrich Friccius von Schilden-Huitfeldt. Luise Gramm påstod att Bülow ställde till skandal genom att under änkedrottning Sofia Magdalenas lit-de-parade ha ett möte med Warnstedt på kammarjungfru Schumanns rum. Hon åtföljde kungaparet på deras resa genom hertigdömena sommaren 1770, vid vars slut drottningen mötte sin mor i Lüneburg. Under denna resa ska det ha observerats att drottning betedde sig generat och föreföll ovillig att visa sig med Struensee i närvaro av Louise av Danmark och dennas make Karl II av Hessen-Kassel i Gottorp. När Enevold Brandt under denna resa återkom till hovet, blev hon av Holcks bror ombedd genom sin far att tala med drottningen till Holcks förmån, men det kunde inte hindra Holcks fall, då han skickades hem till Köpenhamn och sedan avskedades. 
Efter hemkomsten umgicks hon av någon anledning mer sällan vid hovet och nämns mer sällan som närvarande. Sommaren 1771 upptäckte hon ett öppet brev på en trappa på Frederiksberg Slot adresserat till en dam. Brevet innehöll beskrivningen av en förberedd kupp mot drottningen och Struensee som skulle äga rum på den offentliga fest, som var planerad att äga rum där 28 september. Kuppmakarna skulle då träda fram och i folkets namn försvara kungen mot Struenseepartiet: om kungen inte samarbetade, skulle kuppmakarna själva gripa drottningen och sända henne till Kronborg, samt arrestera Struensee, Brandt och deras anhängare och fängsla dem på Kastellet och mörda dem om de satt sig till motvärn. Bülow sände en förklädd vän till hovet på Hirschholm med brevet och en förklaring till hur hon hade funnit det, och Struensee och drottningen lät ställa in festen med anledning av kungens sjukdom, avstod från att lämna Hirschholm, där vakten förstärktes, och lyckades därmed undgå detta första kuppförsök. 
Efter kuppen mot Struensee i januari 1772 förvisades paret Bülow till makens egendom i Holsten. Maken blev 1773 utnämnd till Jægermester i Oldenburg och Delmenhorst, och bosatte sig då i Altona. 1775 träffade paret äventyraren Nathaniel William Wraxall, som försökte uppsätta den landsförvisade drottningen som regent i Danmark och störta den dåvarande regimen.